# Nicolas Siret
Nicolas Siret (* 3. März 1663 in Troyes; † 22. Juni 1754 ebenda) war ein französischer Komponist, Organist und Cembalist.

## Leben und Wirken
Nicolas Siret entstammte einer Familie von Musikern, die über mehrere Generationen als Kapellmeister, Organisten und als Stadtmusiker in Troyes tätig waren und ihr Können und Wissen in der Familie weitergaben. Wie seine Vorfahren, war Nicolas Siret Organist an der Kathedrale von Troyes und an mehreren anderen Kirchen der Stadt.
Seit dem Ende des 17. Jahrhunderts leitete Siret den Chor der Kathedrale (Maîtrise) und war als Orgel- und Cembalolehrer tätig. Um etwa 1680 begegnete Siret dem Pariser Organisten und Cembalisten François Couperin, der Sirets Kompositionsstil maßgeblich beeinflusste.
Trotz seines musikalischen Erfolges fand er keinen Mäzen, der ihm den Druck seiner Werke ermöglichte. Erst ab 1710 ließ Siret auf eigene Kosten seine beiden überlieferten Sammlungen stechen. Die erste Sammlung besteht aus 2 Suiten und 8 Cembalostücken. Das einzig überlieferte Exemplar dieses Druckes, welches François Couperin gewidmet ist, befindet sich in der Mediathek von Troyes. Die zweite Sammlung entstand 1719 und befindet sich in der Bibliothèque Nationale de France. Sie enthält 3 Cembalosuiten und ist Jacques-Bénigne de Bossuet, einem Neffen des Bischofs von Troyes, gewidmet. In diesem Buch findet sich eines der spätesten Beispiele eines Prélude non mesuré.
Siret heiratete im Alter von 54 Jahren seine 30 Jahre jüngere Schülerin Marie-Françoise Bidelet. Er starb 1754 im Alter von 91 Jahren.
Lange in Vergessenheit geraten, ließ das französische Kultusministerium und die Fondation Francis et Mica Salabert 2001 beide Sammlungen in einer Neuausgabe erscheinen.
Beginn der Allemande aus der Suite in G-Dur der zweiten Sammlung:

## Diskografie
- Gesamtwerk für Orgel und Cembalo, Davitt Moroney, (Label Accord)
- Cembalo-Suiten aus dem zweiten Buch, Davitt Moroney (Label Accord, 1994)
- The Complete Harpsichord Works, Fernando de Luca (Urania, 2017)